# Subancistrocerus thalassarctos
Subancistrocerus thalassarctos är en stekelart som först beskrevs av Dalla Torre 1889.  Subancistrocerus thalassarctos ingår i släktet Subancistrocerus och familjen Eumenidae. Inga underarter finns listade i Catalogue of Life.